# أوليفر ويبر
أوليفر ويبر (بالألمانية: Oliver Weber)‏ هو مصور ألماني، ولد في 7 سبتمبر 1970 في ميونخ في ألمانيا.